# Мидланд (Мериленд)
Мидланд (енгл. Midland) град је у америчкој савезној држави Мериленд.

## Демографија
По попису из 2010. године број становника је 446, што је 27 (-5,7%) становника мање него 2000. године.
| Група             | 2000.       | 2010.       |
| Белци             | 468 (98,9%) | 437 (98,0%) |
| Афроамериканци    | 0 (0,0%)    | 1 (0,2%)    |
| Азијати           | 3 (0,6%)    | 0 (0,0%)    |
| Хиспаноамериканци | 2 (0,4%)    | 4 (0,9%)    |
| Укупно            | 473         | 446         |